# دياني تيل
دياني تيل هي مغنية مؤلفة كندية، ولدت في 24 ديسمبر 1959 في مدينة كيبك في كندا.

## وصلات خارجية
- الموقع الرسمي
- دياني تيل على موقع IMDb (الإنجليزية)
- دياني تيل على موقع ميوزك برينز (الإنجليزية)
- دياني تيل على موقع أول ميوزيك (الإنجليزية)
- دياني تيل على موقع ديسكوغز (الإنجليزية)
- دياني تيل على موقع قاعدة بيانات الفيلم (الإنجليزية)